# Air Bleu
Air Bleu est une ancienne compagnie aérienne française créée en 1935 par Beppo di Massimi à l'initiative de Didier Daurat, nommé directeur d'exploitation, avec pour actionnaire principal Louis Renault via la Société des avions Caudron. Son siège social était 6 boulevard des Capucines à Paris. Son objectif était de développer sur le territoire métropolitain un réseau de transport aérien du courrier complémentaire du réseau ultramarin et international d'Air France. 
Le nom d'« Air Bleu » avait été choisi pour concurrencer Air France, repreneur de l'Aéropostale, et pour évoquer la vitesse d'acheminement du courrier, comparée à celle du pneumatique, lequel était imprimé sur du papier bleu. Expédier un « petit bleu », était synonyme d'informer son correspondant sans délai.
Le 10 juillet 1935, la compagnie inaugura avec six avions un service postal quotidien de quatre lignes:
- Le Bourget-Arras-Lille,
- Le Bourget-Rouen-Le Havre,
- Le Bourget-Tours-Poitiers-Angoulême-Bordeaux,
- Le Bourget-Nancy-Strasbourg,

complétées à partir du 25 juillet des lignes
- Le Bourget-Le Mans-Angers-Nantes-La Baule,
- Le Bourget-Bourges-Limoges-Toulouse.

Les pilotes d'Air Bleu, dont Raymond Vanier, Georges Libert et Henri Déricourt, étaient connus pour leur ponctualité à la minute près par tout temps. La compagnie connut toutefois un accident, le 4 décembre 1935 à l'aérodrome de Parçay-Meslay près de Tours, au cours duquel le pilote Georges Texier, après avoir accroché un arbre avec son Simoun, perdit la vie.
Le 15 juillet 1936, une septième ligne reliait Le Bourget à Clermont-Ferrand avec escale à Vichy mais le 3 août l'exploit technique était stoppé par l'échec financier: la surtaxe de trois francs par cinq grammes imposée par la Poste dissuadait la clientèle, des chefs d'entreprise principalement, qui se plaignait en outre de ne pas pouvoir être livrée le matin par un service de nuit. Le transport ponctuel de passagers et le soutien financier de Louis Renault, lequel voyait dans Air Bleu un formidable support publicitaire, ne permirent pas de renverser la situation.
Après négociation avec l'État, celui-ci renfloua le 7 juillet 1937 la société en échange de 52 % des actions, moyennant l'entrée d'Air France au capital à hauteur de 24 % et la suppression de la taxe. L'activité reprit et de nouvelles lignes furent ouvertes dès juillet. Le 10 mai 1939 la première ligne postale de nuit française, Le Bourget-Bordeaux-Pau, était mise en service. La Lufthansa assurait déjà chaque nuit Paris-Berlin-Paris. À partir du 3 septembre 1939, Air Bleu fut intégré à Air France. 
Réquisitionnée en septembre 1939 à des fins militaires, Air Bleu fut gérée à partir de juin 1940 par la direction d'Air France jusqu'en 1942. Durant cette période, Didier Daurat et Henri Desbruères, directeur général d'Air France, conçurent la réorganisation du trafic postal aérien. À la Libération, leur plan fut appliqué et les compagnies furent nationalisées, puis, en 1948, regroupées dans la société Air France.